# Nossa Rádio São Paulo
Nossa Rádio São Paulo é uma emissora de rádio brasileira sediada em São Paulo, SP e é a sede da Rede Nossa Rádio, voltada ao público gospel. Transmite o seu sinal pelos 106.9 MHz FM e 700 KHz AM para a capital paulista e região metropolitana.

## História
A Nossa Rádio São Paulo surgiu no dial paulistano em 1° de dezembro de 2002 através da 91,3 MHz FM, substituindo a Manchete Gospel FM, permanecendo até novembro de 2009. A partir de outubro de 2009 começou opera em 106,9 MHz da Expressão FM, com uma breve saída na frequência em 15 de agosto de 2015, retornando ano seguinte em 14 de novembro.
Desde 25 de maio de 2015 também passa a retransmitir sua programação na faixa AM em São Paulo, ocupando o lugar da Rádio Estadão nos 700 KHz de propriedade do Grupo Estado, alcançando o interior de São Paulo e partes do Paraná durante a noite.
Depois da saída da Rádio Globo nos 94,1 MHz FM, os ouvintes perceberam a retransmissão da tradicional Rádio Relógio em 26 de junho de 2020 (em modo experimental), sendo uma emissora carioca que retransmite parte da Nossa Rádio e que também pertence a Igreja Internacional da Graça de Deus. Desde 15 de agosto de 2020 deixou os 106,9 MHz (Ômega FM)  irradiado de Mogi das Cruzes, permanecendo no FM apenas no lugar da Rádio Relógio com a programação que existia na frequência anterior.
Em 2 de julho de 2022, a Nossa Rádio iniciou suas operações na frequência 88,5 MHz em Mogi das Cruzes, substituindo a estação anterior, Laser FM. A transmissão da Nossa Rádio continuou nessa frequência até o final de 2022. Com a chegada do ano novo em 2023, a Laser FM retomou suas operações na frequência 88,5 MHz.
Em 1 de agosto de 2023, a Nossa Rádio retomou suas operações na frequência 106.9 FM, substituindo a estação anterior, Ômega FM. Nos dias que antecederam essa mudança, partes da programação da Nossa Rádio já podiam ser ouvidas durante a madrugada na frequência 106,9 MHz. A partir de 1 de agosto, a Nossa Rádio passou a operar integralmente nessa frequência.
Em 28 de setembro de 2023, a 94.1 FM deixou de transmitir a Nossa Rádio (que fixou a programação em 106.9 FM) e voltou a se chamar Rádio Atual. 